# 柳崇
柳崇（？—？），字僧生，河东郡解县（今山西省运城市临猗县）人，出自河东柳氏东眷，北魏官员。

## 生平
柳崇的七世祖柳轨是西晋廷尉卿。柳崇端庄雅正有器量，身高八尺，须发美丽双眼明亮，兼备学问和德行，被举荐为秀才，考中射策高等，以太尉主簿为起家官，转任尚书右外兵郎中。太和十八年十一月甲申（494年12月26日），魏孝文帝经过比干墓，亲自为比干撰写吊文，柳崇也作为82名随祭官之一跟随参与了这次巡视，当时的题名为“尚书郎中、臣河东郡柳崇”，在所有82名随祭官中排在第82位。当时河东郡和河北郡之间有盐池的富饶之处，所以两郡争夺边界，太守和百姓都担心盐池被分割到外郡。于是公私结党相争，纷乱喧嚣朝廷。魏孝文帝元宏于是派遣柳崇查验决断，百姓和官员才停止喧嚷。恰逢荆州和郢州刚归附北魏，南朝伺机骚扰，魏孝文帝又诏令柳崇持节与州郡官员谋划，并加以抚慰。回朝后，柳崇升任太子洗马、河东郡邑中正，转任中垒将军、散骑侍郎，升任司空司马、兼任卫尉少卿，又兼领河东郡邑中正，外任河北郡太守。
柳崇刚到河北郡境内，郡中百姓张明丢失马匹，嫌疑犯有十几人。柳崇会见全部嫌疑犯，不问偷盗的事，特别以温和的脸色对待众人，又询问他们的亲戚长辈是否在世，种植了多少农桑，暗中观察他们的言辞和神色，当即发现真正的盗贼吕穆等两人，其余的人都释放遣返，河北郡中畏惧信服，境内平静。柳崇后在任内去世，虚岁五十六，朝廷赠予辅国将军、岐州刺史，谥号穆。柳崇所写的文章，在外患内乱中遗失。

## 家族

### 父亲
- 柳双虬[5]

### 子女
- 柳庆和，北魏轻车将军、给事中、河北郡邑中正
- 柳楷，东魏中军将军、抚军司马

## 延伸阅读
[在维基数据编辑]
 《魏書·卷45》，出自魏收《魏书》
 《北史/卷027》，出自李延壽《北史》